# Trappeto
Trappeto é uma comuna italiana da região da Sicília, província de Palermo, com cerca de 2.771 habitantes. Estende-se por uma área de 4 km², tendo uma densidade populacional de 693 hab/km². Faz fronteira com Balestrate, Partinico, Terrasini.

## Demografia
| Variação demográfica do município entre 1861 e 2011                               |
|                                                                                   |
| Fonte: Istituto Nazionale di Statistica (ISTAT) - Elaboração gráfica da Wikipedia |